# Изборна скупштина САНУ 1985.
Српска академија наука и уметности основана је 1. новембра 1886. Првих 16. академика поставио је указом краљ Милан Обреновић 5. априла 1887, а затим су нове чланове бирали сами академици на својим изборним скупштинама.
Овим изборним скупштинама Академија се обнављала и подмлађивала, и у томе је њихов велики значај. У овом чланку налазе се информације о резултатима изборне скупштине одржане 12. децембра 1985, посебно за редовне, дописне, чланове ван радног састава и иностране чланове. Ради прегледности информације су разврстане према одељењима, којих је тада било 7.
Заседање је отворио председник Академије Душан Каназир. Скупштини је присуствовало 114 чланова (71 редовни и 43 дописна). Академија је на дан заседања имала 129 чланова, а од тога се по одлуци Председништва из кворума изузимало 11 чланова (на основу Статута). За избор је било потребно да кандидати за редовне чланове добију најмање 39 гласова, а кандидати за дописне и чланове ван радног састава најмање 61 глас.
Најпре су изабрани оверачи записника (академици Татомир Анђелић и Милош Мацура), а затим и чланови Изборне комисије: академици Миодраг Томић (за председника), Петар Миљанић, Владимир Кањух, Ерих Кош, Михаило Марковић, Драгослав Срејовић, Иван Антић, дописни чланови Драгомир Виторовић, Милосав Марјановић, Драгутин Дражић, Живојин Бумбаширевић, Мирослав Симић, Предраг Палавестра, Коста Михаиловић, Василије Крестић и Младен Србиновић.
После тога је уследио избор за нове чланове Академије. По обављеним изборима истога дана Скупштина је једногласно потврдила избор академика Јована Белића за члана Председништва из одељења природно-математичких наука.
За информације о осталим изборним скупштинама погледајте Изборне скупштине САНУ.
| Име и презиме           | Године рођења и смрти | Одељење                             |
| ----------------------- | --------------------- | ----------------------------------- |
| Стеван Карамата         | 1926-2015             | одељење природно-математичких наука |
| Зоран Максимовић        | 1923-2016             | одељење природно-математичких наука |
| Миленко Шушић           | 1925-2006             | одељење природно-математичких наука |
| Владимир Богуновић      | 1912-1986             | одељење техничких наука             |
| Момчило Ристић          | 1929-2018             | одељење техничких наука             |
| Ненад Зрнић             | 1909-1991             | одељење техничких наука             |
| Димитрије Богдановић    | 1930-1986             | одељење језика и књижевности        |
| Ирена Грицкат-Радуловић | 1922-2009             | одељење језика и књижевности        |
| Миодраг Павловић        | 1928-2014             | одељење језика и књижевности        |
| Димитрије Стефановић    | 1929-2020             | одељење друштвених наука            |
| Иван Максимовић         | 1924-2007             | одељење друштвених наука            |
| Славко Гавриловић       | 1924-2008             | одељење историјских наука           |
| Миодраг Мића Поповић    | 1923-1996             | одељење ликовне и музичке уметности |
| Стојан Ћелић            | 1925-1992             | одељење ликовне и музичке уметности |
| Милорад Пантовић        | 1910-1986             | одељење ликовне и музичке уметности |

| Име и презиме     | Године рођења и смрти | Одељење                             |
| ----------------- | --------------------- | ----------------------------------- |
| Звонко Марић      | 1931-2006             | одељење природно-математичких наука |
| Драгош Цветковић  | 1941                  | одељење природно-математичких наука |
| Мирослав Гашић    | 1932-2022             | одељење природно-математичких наука |
| Бошко Д. Петровић | 1926-2019             | одељење техничких наука             |
| Владан Ђорђевић   | 1938-2022             | одељење техничких наука             |
| Илија Стојановић  | 1924-2007             | одељење техничких наука             |
| Ђорђе Злоковић    | 1927-2017             | одељење техничких наука             |
| Свето Суша        | 1925-2013             | одељење медицинских наука           |
| Момчило Митровић  | 1921-1996             | одељење медицинских наука           |
| Веселинка Шушић   | 1934-2018             | одељење медицинских наука           |
| Борислав Пекић    | 1930-1992             | одељење језика и књижевности        |
| Митар Пешикан     | 1927-1996             | одељење језика и књижевности        |
| Миодраг Јовичић   | 1925-1999             | одељење друштвених наука            |
| Љубомир Тадић     | 1925-2013             | одељење друштвених наука            |
| Дејан Деспић      | 1930-2024             | одељење ликовне и музичке уметности |

| Име и презиме           | Године рођења и смрти | Одељење                             |
| ----------------------- | --------------------- | ----------------------------------- |
| Драго Грденић           | 1919-2018             | одељење природно-математичких наука |
| Никола Шкреб            | 1920-1993             | одељење природно-математичких наука |
| Светозар Кољевић        | 1930-2016             | одељење језика и књижевности        |
| Јанко Јуранчић          | 1902-1989             | одељење језика и књижевности        |
| Владимир Стипетић       | 1928-2017             | одељење друштвних наука             |
| Димитрије Ђорђевић      | 1922-2009             | одељење историјских наука           |
| Владимир Величковић     | 1935-2019             | одељење ликовне и музичке уметности |
| Милорад Бата Михаиловић | 1923-2011             | одељење ликовне и музичке уметности |

| Име и презиме                   | Године рођења и смрти | Држава   | Одељење                             |
| ------------------------------- | --------------------- | -------- | ----------------------------------- |
| Чинтамани Нагеса Рамачандра Рао | 1934                  | Индија   | одељење природно-математичких наука |
| Богдан Маглић                   | 1928-2017             | САД      | одељење природно-математичких наука |
| Јуриј Анатољевич Овчиников      | 1934-1988             | СССР     | одељење природно-математичких наука |
| Герхард Брауницер               | 1921-1989             | Немачка  | одељење природно-математичких наука |
| Глен Теодор Сиборг              | 1912-1999             | САД      | одељење природно-математичких наука |
| Ричард Спригс                   | 1931-2007             | САД      | одељење природно-математичких наука |
| Драгослав Шиљак                 | 1933                  | САД      | одељење техничких наука             |
| Пашко Ракић                     | 1933                  | САД      | одељење медицинских наука           |
| Џеси Едвардс                    | 1911-2008             | САД      | одељење медицинских наука           |
| Јанош Сентаготаи                | 1912-1994             | Мађарска | одељење медицинских наука           |
| Чеслав Милош                    | 1911-2004             | САД      | одељење језика и књижевности        |
| Никита Иљич Толстој             | 1923-1996             | СССР     | одељење језика и књижевности        |
| Рихард Плашка                   | 1925-2001             | Аустрија | одељење историјских наука           |